# Utaco.
Utaco.（うたこ、5月30日 - 、本名：詩子）は、日本のシンガーソングライター。東京都出身。

## 来歴
※公式サイトのプロフィール等を参照
高校2年の時、女子ユニット「なごみ」を結成。JR津田沼駅構内で路上ライブを開始。2002年にライブハウスに初出演。
2004年2月20日に「なごみ」解散。同年3月4日より「詩」（うた）名義にてギター弾き語りシンガーソングライターとしてソロ活動を開始。後にアーティスト名の表記を、「詩」から「詩-uta-」に変更。
20歳の時、鍵盤弾き語りに転向。以来現在まで同スタイルにて、主に関東と東名阪のライブハウスで活動。（※一時期、伊藤辰哉、モチヅキヤスノリを鍵盤サポートメンバーとしたハンドマイクスタイル主体で活動。）
2008年4月17日に青森県の浅虫温泉ホテル松園でグランドピアノ弾き語りコンサートを開催。コンサート翌日に生放送でテレビ初出演（青森TV『おしゃべりハウス』）。
2008年10月より数年にわたり船橋駅前と津田沼駅前を中心に路上ライブを定期的に開催。
2009年1月に勝田台文化センター小ホールにて開催された志津Sound Stream主催、投票制のトーナメント  イベント「國奪りの戦2008」で2008年度のグランドチャンピオンに選出。
同年5月より自主企画「月ときどき太陽」を開始。以降2012年5月まで4ヶ月毎全10回定期開催。
2009年11月28日に志津Sound Streamにて初ワンマン『今宵、和みま扇歌？』を開催。約120名動員。初のフルアルバム『二人三脚のうた』をリリース。
2010年1月26日に青森Quarterにて地方初ワンマンライブ『林檎の宴』を開催。約140名動員。
同年6月17日に鹿児島サンロイヤルホテルの『特別美食会』にゲスト出演。320名を前にグランドピアノで    　演奏。『特別美食会』には同年11月にも出演。
2011年4月8日に商船三井客船にっぽん丸の横浜ワンナイトクルーズのラウンジライブに出演。
2012年8月22日に渋谷JZ Brat -SOUND OF TOKYO-にてレコ発ワンマンライブ「Starting Over」開催。New Album 「Starting over」をリリース。(ゲスト河野圭佑 ／ ヒグチアイ)
2013年2月24日に代官山NOMADにて、詩-uta-カバーナイト「戦友へ：歌謡でPOPにROCKして」を開催。ステージ上で活動名を詩-uta-からUtaco.に改名することを発表。
2013年3月17日に心斎橋 Soap Opera Classicsで大阪初ワンマン「ヒストリエ」開催。(ゲスト草野華余子)
2014年3月15日に渋谷 duo MUSIC EXCHANGEにてレコ発ワンマン開催。mini album「だから歌うがここにある」をリリース。
2015年8月30日に渋谷 duo MUSIC EXCHANGEにて松本佳奈とのツーマンライブ開催。(ゲスト矢野まき)
2017年6月に翠座(知江崎ハルカ主催の演劇ユニット)の「6月のAnniversary」で演劇初出演。以降、翠座の舞台に計6公演出演。
2019年8月30日に渋谷 JZ Brat -SOUND OF TOKYO-にてワンマンライブ開催。
2019年11月06日に高田馬場 CLUB PHASEにてNew Album「℃ -taion-」のRelease Partyを開催。
2022年9月18日に新宿 MARZにてワンマンライブ開催。New Single「さよならYesterday」をリリース。
2023年8月25日に新宿SACT!にて、2021年5月より毎週金曜日に配信中の音楽番組「やみらじ」の100回放送記念ライブを開催。
2024年3月13日に渋谷 duo MUSIC EXCHANGEにてソロ活動２０周年ワンマンライブを開催。同日に3rd Full Album "「dress up 」をリリース。
2025年2月23日にYokohama mint hallにてソロ活動２０周年Tour Finalワンマンライブを開催。同日にRe-recording mini album "「Past   works. Re-recording Part.01 」をリリース。

## 作品

### シングル
|               | 発売日         | タイトル               | 収録曲 | 規格         |
| ------------- | -------------- | ---------------------- | --- | ------------ |
| (詩-uta-名義) |                |                        | |              |
| 1st           | 2005年6月24日  | 虹の花／オレンジ       | 全3曲 1.虹の花 2.オレンジ 3.truth | CD           |
| 2nd           | 2007年12月14日 | 東京タワー/迷いの路    | 全2曲 1.東京タワー 2.迷いの路 | CD           |
| 3rd           | 2009年5月30日  | 肩書き以上恋人未満     | 全4曲 1.肩書き以上恋人未満 2.月ときどき太陽 3.幸せの欲 4.無縁の鎖                                                                    | CD           |
| 4th           | 2010年5月15日  | 空白未来               | 全5曲 1.空白未来 2.サヨナラの代わりに 3.空のように 4.君のいる世界,僕のいる世界 5.拝啓 貴方様。                                       | CD           |
| 5th           | 2010年11月21日 | 無数のロンリー         | 全4曲+オルゴールver. 1.無数のロンリー 2.ギターになりたい 3.モノクロ 4.オヤスミせかい･サヨナラきのう 5.無数のロンリー(オルゴールver.) | CD           |
| 6th           | 2011年4月9日   | 春色前線               | 全3曲 1.春色前線 2.笑って 3.ドミノ倒し                                                                                               | CD           |
| 7th           | 2011年5月28日  | 新しい朝               | 全1曲+カラオケ 1.新しい朝 2.新しい朝(karaoke ver.)                                                                                   | CD           |
| (Utaco.名義)  |                |                        | |              |
| 1st           | 2017年5月27日  | モノクロ・蕾・オレンジ | 全3曲 1.モノクロ 2.蕾 3.オレンジ | CD           |
| 2nd           | 2021年11月3日  | 手と手                 | 全2曲 1.手と手 2.月とアイラブユー | CD           |
| 3rd           | 2022年9月18日  | さよならYesterday      | 全3曲+Bonus track 1.さよならYesterday 2.祈り 3.Utopia                                                                                | ﾊﾟﾝﾌﾚｯﾄ ﾀｲﾌﾟ |

### miniアルバム
|                           | 発売日         | タイトル                                  | 収録曲 | 規格 |
| ------------------------- | -------------- | ----------------------------------------- | --- | ---- |
| (詩-uta-名義)             |                |                                           | |      |
| 1st                       | 2007年5月30日  | 白のキセキ                                | 全6曲 1.心の岸辺 2.灯火と二つの影 3.君は御月様 4.it covers. 5.結晶-キセキ 6.迷いの路                                                                             | CD   |
| (ライブ音源album)         | 2011年8月20日  | 月ときどき太陽                            | 全10曲 1.月ときどき太陽 2.インスタント恋ストーリー 3.幸せの欲 4.空白未来 5.サーチライト 6.君のいる世界,僕のいる世界 7.toパパ 8.春色前線 9.空のように 10.新しい朝 |      |
| (Re:Arrange album)        | 2012年1月29日  | Hello,new World！                         | 全8曲 1.拝啓 貴方様。 2.ギターになりたい 3.無縁の鎖 4.サヨナラの代わりに 5.虹の花 6.ドミノ倒し 7.無数のロンリー 8.オヤスミせかいサヨナラきのう                   | CD   |
| 2nd                       | 2013年1月13日  | ヒストリエ〜僕とピアノと三重奏〜          | 全6曲 1.登場SE 2.ヒストリエ 3.ドミノ倒し 4.Mr.キーマン 5.夢物語 6.肩書き以上恋人未満                                                                             | CD   |
| (Utaco.名義)              |                |                                           | |      |
| 1st                       | 2013年9月23日  | One and Only                              | 全6曲 1.Signal 2.無限ループ 3.Crossing 4.One and Only 5.Mr.キーマン 6.ドミノ倒し                                                                                 | CD   |
| 2nd                       | 2014年3月15日  | だから歌うがここある                      | 全7曲 1.東京タワー 2.無限ループ 3.サーチライト 4.One and Only 5.Signal 6.君がくれたもの 7.だから歌うがここにある                                                 | CD   |
| 3rd                       | 2014年11月22日 | 愛とは                                    | 全4曲 1.愛とは 2.星の降る夜に咲いて 3.確かなこと 4.いつかすべてが終わる前に                                                                                      | CD   |
| 4th                       | 2015年7月11日  | 眠れぬ君への予告編                        | 全5曲 1.オーバーアクション 2.SOS 3.大丈夫はいらない 4.君へのエール 5.もしもの話は馬鹿らしいだなんて言えない                                                      | CD   |
| (special mini album)      | 2020年5月18日  | CDタイトルはあなたが浮かんだ言葉です「 」 | 全4曲 1.Wherever 2.サーチライト 3.いつかすべてが終わる前に 4.ドミノ倒し                                                                                          | CD   |
| (Re-recording mini album) | 2025年2月23日  | Past works. Re-recording PART.01          | 全5曲 1.オレンジ 2.東京タワー 3.月ときどき太陽 4.春色前線 5.ドミノ倒し                                                                                           | CD   |

### フル・アルバム
| 枚            | 発売日         | タイトル       | 収録曲 | 規格 |
| ------------- | -------------- | -------------- | --- | ---- |
| (詩-uta-名義) |                |                | |      |
| 1st           | 2009年11月28日 | 二人三脚のうた | 全14曲 1.二人三脚のうた 2.迷いの路 3.手紙 4.オレンジ 5.空のように 6.噂話 7.モノクロ 8.クッション 9.もう遅いけど･･･ 10.夜行バスと君の声 11.肩書き以上恋人未満 12.どれだけの 13.僕なりのサヨナラ 14.東京タワー | CD   |
| 2nd           | 2012年8月22日  | Starting over  | 全11曲 1.サヨナラきみ想う僕 2.サーチライト 3.カウントダウン 4.no title 5.レンズ 6.６月 7.虚構と海の四面楚歌 8.現実世界 9.僕の身代わり 10.ヒストリエ 11.Starting over                                         | CD   |
| (Utaco.名義)  |                |                | |      |
| 1st           | 2016年12月11日 | HUMAN          | 全11曲 1.さよなら、またね。 2.魔法をかけて 3.泣けないままなんだ 4.泡になってしまえ 5.矛盾のパレット 6.テレパシー 7.少年少女 8.裏切り者のヒーロー 9.天国と地獄の狭間 10.扉 11.ちょっと待って                  | CD   |
| 2nd           | 2019年11月6日  | ℃ -taion-      | 全8曲 1.蜃気楼 2.ALWAYS 3.君となら 4.Baby, baby 5.タイムリミット告げて 6.夜に浮かぶ 7.ラブソングは聴き飽きた、だなんて嘘だ。 8.バイバイあまのじゃく                                                          | CD   |
| ３rd          | 2024年3月13日  | dress up       | 全13曲 (0.OP SE) 1.dress up 2.月とアイラブユー ３.春、煌めいて。 ４.雨の日、君と晴れ。 ５.嘘つきになるよ ６.愛なんて ７.栞 ８.手と手 ９.Fendi 10.Wherever 11.祈り 12.Utopia 13.さよならYesterday             | CD   |

### ユニット「非公開」(Utaco.(詩-uta-)/木下直子) 作品
| 発売日         | 種別           | タイトル                                     | 収録曲 | 規格 |
| -------------- | -------------- | -------------------------------------------- | --- | ---- |
| 2011年11月20日 | シングル       | 幸せに/ツヨガリドミノ                        | 全2曲 | CD   |
| 2014年9月6日   | シングル       | 咲きかけの愛/自分のために                    | 全2曲 | CD   |
| 2015年6月11日  | シングル       | すべて夢の中/誓い/(Bonus.裏と表)             | 全3曲 | CD   |
| 2018年4月30日  | シングル       | それは例えようのない程 小さな奇跡            | 全1曲 | CD   |
| 2018年10月6日  | シングル       | Woman/雷鳴/それは例えようのない程 小さな奇跡 | 全3曲 | CD   |
| 2019年10月27日 | シングル       | 雨音のダンス/名前のない色に染まるなら        | 全2曲 | CD   |
| 2013年1月5日   | miniアルバム   | Daikoukai-大公開-                            | 全5曲 1.幸せに 2.Sweet home 3.ツヨガリドミノ 4.指先の魔法 5.街路樹                                                                                            | CD   |
| 2015年12月12日 | フル・アルバム | 完全非公開                                   | 全12曲 1.咲きかけの愛 2.幸せに 3.Sweet home 4.街路樹 5.裏と表 6.すべては夢の中 7.狡いのは私 8.ツヨガリドミノ 9.自分のために 10.君に捧ぐ 11.指先の魔法 12.誓い | CD   |

### コンピレーションアルバム
| 発売日         | タイトル          | 収録曲                                    | 規格 |
| -------------- | ----------------- | ----------------------------------------- | ---- |
| 2010年12月19日 | 月刊ノマド2010    | スピーカー越し君の声/君とイルミネーション | CD   |
| 2011年8月28日  | ふわ(o・v・o)ＣＤ | 矛盾のパレット(全14曲入り)                | CD   |

## 出演

### ラジオ番組等
- FM青森（2010年1月25日 生出演）
- 江東区レインボータウンFM (2010年9月11日  佐江木悠介「馬の耳にヘッドフォン」生出演）
- 鹿児島フレンズFM (2010年11月08日 「空・とぶ・TAMAGO」生出演)
- 鹿児島MBC南日本放送 (2010年11月08日「城山スズメ」生出演)
- FM鹿児島アミュスタジオ79.8 (2010年11月08日 「M’s WAVE」生出演)
- FMあまがさき (2012年1月26日 「月間！ じゃーなりずむ」収録放送)
- 江東区レインボータウンFM  (2012年1月26日  佐江木悠介「馬の耳にヘッドフォン」生出演）
- ラジオ日本 (2012年5月20日「テッパン！SinGirl」収録放送
- FM Salus (2014年3月05日  生出演 ※「ドミノ倒し」パワープレイ (3/3〜3/9)
- ラジオ日本 (2014年3月9日「テッパン！SinGirl」収録放送
- 中央エフエム (2014年03月10日「DJ Nobby's Tokyo LIVE!!」収録放送)
- 静岡FM k-MIX (2014年08月24日「川島敬治 さあ 僕の明日はこっちだ」収録放送)
- FM西東京 (2015年08月08日 「WEEKLY MUSIC TOP20」生出演)
- FM西東京 (2016年12月10日 「WEEKLY MUSIC TOP20」生出演)
- 中央エフエム (2016年12月23日 「DJ Nobby's Tokyo LIVE!!」収録放送)
- FMえどがわ (2017年01月18日「りんりん水曜日」生出演)
- USEN（2018年11月16日より4週間「いつかすべてが終わる前に」が「MUSIC TANK セレクション」で配信）

### テレビ番組
- 青森テレビ「おしゃべりハウス」生出演（2010年01月24日 東京タワー歌唱 ）
- 「NHK首都圏ネットワーク」(2015年03月20日 ショッピングモール「津田沼モリシア」での野外フリーライブ出演の様子を取材＆放送)

### CM歌唱
- バンダイ デスクトップアクセサリー「キーの芽」Web CM 歌唱（2014年）
- 静岡ガス SHIZGASでんき TVCM 歌唱＆ナレーション(2021年）